# Тонха, Владимир Константинович
Влади́мир Константи́нович Тонха́ (род. 10 января 1941 г., Москва) — советский и российский виолончелист, педагог. Народный артист России (1993). Заслуженный артист РСФСР (1983). Председатель струнной комиссии Московского музыкального общества. Профессор, заведующий кафедрой виолончели, контрабаса и арфы Российской академии музыки имени Гнесиных.

## Биография
Владимир Константинович Тонха родился 10 января 1941 года в Москве. Отец — военный инженер-нефтяник полковник Константин Константинович Тонха (1902—1980), в послевоенные годы занимал пост начальника Топливного управления Военно-морского флота СССР. Мать — врач-невропатолог Мира Александровна Грейс (1902—1976). Сестра — хирург-анестезиолог Дина Константиновна Тонха (род. в 1930 г.). Супруга Инна Ароновна Тонха (1947—2013), пианистка. Двое детей — Анна Тонха (род. в 1973 г., пианистка), Евгений Тонха (род. в 1981 г., виолончелист).
Детство прошло в Москве. В семилетнем возрасте, в 1948 г., начал обучаться игре на виолончели в Центральной музыкальной школе при Московской государственной консерватории имени П. И. Чайковского, в 1956 г. продолжил обучение в Государственном музыкальном училище им. Гнесиных (ныне — Колледж имени Гнесиных). В 1960 г. поступил в Государственный музыкально-педагогический институт имени Гнесиных (ныне — Российская академия музыки имени Гнесиных), который окончил в 1965 г. Его учителями были профессора Виктор Львович Кубацкий (1891—1970) и Армен Яковлевич Георгиан (1904—1993) — ученики выдающегося русского виолончелиста Анатолия Андреевича Брандукова (1859—1930).
В 1965 г. участвовал во II Всероссийском конкурсе виолончелистов, где разделил первую премию с Мишей Майским.
После окончания ГМПИ им. Гнесиных, в 1965—1968 гг., работал по распределению в Казанской консерватории (ныне — Казанская государственная консерватория им. Н. Г. Жиганова) сначала старшим преподавателем, а затем исполняющим обязанности доцента кафедры камерного ансамбля и кафедры виолончели.
В 1968 г. вернулся в Москву и стал преподавать в ГМПИ им. Гнесиных, на кафедре камерного ансамбля и квартета.
В 1970 г. на Всесоюзном конкурсе виолончелистов был удостоен II премии.
С 1984 г. и по настоящее время заведующий кафедрой виолончели, контрабаса и арфы Российской академии музыки им. Гнесиных. Профессор.
Заведующий струнным отделением Московской средней специальной музыкальной школы им. Гнесиных. До 2009 года — преподаватель в Центральной музыкальной школе при Московской государственной консерватории им. П. И. Чайковского.

## Творчество и педагогическая деятельность
В. Тонха — виолончелист, репертуар которого включает музыкальные произведения классической и современной музыки разных стилей:
«Он принадлежит к тем редким исполнителям, таланту которых подвластна музыка всех эпох, стилей и жанров — от композитора XIV века Гийома де Машо до великого современного японца Юдзи Такахаси, от изумительно чувственных танго аргентинца Пьяццоллы до духовной музыки нашей современницы Софьи Губайдулиной»
Первый исполнитель в России ряда произведений А. Шёнберга, А. Веберна, Б. Бриттена, В. Лютославского и мн. др.
Ему посвящены более 60 произведений современных композиторов — С. Губайдулиной, Ю. Такахаси, Н. Пейко, В. Суслина, К. Волкова, В. Каллистратова, Е. Подгайца, Р. Леденёва, С. Беринского, М. Броннера, Т. Сергеевой, В. Рябова, М. Гагнидзе, Ю. Каспарова и др.
Композитор С. Губайдулина писала:
«Владимир Тонха — это музыкант, который всё своё нутро, всю свою душу передает через звук. Такую силу самоотдачи и любви к звуку, такое музицирование я воспринимаю как религиозный акт. Как общение с Богом»
В. Тонха давал сольные концерты в Большом и Малом залах Московской государственной консерватории им. П. И. Чайковского, Большом и Малом залах Петербургской филармонии, Консертгебау (Амстердам, Голландия), в лейпцигском Гевандхауз и Кёльнской филармонии (Германия), Сантори-Холл и Казальс-зал (Токио, Япония) и др. крупнейших концертных залах мира. Выступал с И. Архиповой, Г. Рождественским, В. Гергиевым, Э. Классом, Ю. Башметом, Г. Кремером, Т. Гринденко, В. Овчинниковым и др.
Его выступления прошли также на крупнейших международных фестивалях — в Марлборо (Вермонт, США), Локенхаузе (Австрия), Турине (Италия), Тампере (Финляндия), Китакюсю (Япония), Хатерсфилде (Великобритания), Бовэ (Франция), Бостоне (США), Дорнахе (Швейцария), Амстердаме (Голландия), Токио (Япония), Монфальконе (Италия).
Им организован ряд фестивалей в Москве, Санкт-Петербурге, Екатеринбурге, Казани, Воронеже и других городах России. Ежегодно проходит руководимый им Московский фестиваль «Виолончельные поколения», а также цикл концертов «Виолончельный зодиак» в музыкальной гостиной дома Шуваловой.
В. Тонха — организатор и основной исполнитель цикла концертов виолончельной музыки «Пять столетий» в Малом зале Московской государственной консерватории им. П. И. Чайковского и Концертном зале Российской академии музыки им. Гнесиных.
В. Тонха — основатель и участник Московского виолончельного квартета (1994), концерты которого проходят на международных фестивалях, в том числе на фестивалях виолончельной музыки в Бове (Франция) и в Бохуме (Германия).
Мстислав Ростропович отмечал:
«Я очень хорошо знаю этот квартет, встречался с ними и в России, и во Франции. Это замечательный ансамбль с выдающейся деятельностью».
Активную концертную деятельность В. Тонха совмещает с преподавательской работой. В числе его выпускников лауреаты международных конкурсов, профессора российских и зарубежных Консерваторий, солисты и артисты лучших мировых оркестров.
В. Тонха — составитель и редактор сборников виолончельной музыки, в том числе впервые вышедшей в России антологии русской виолончельной музыки, состоящей из 8 выпусков. В его редакции и транскрипции вышло около 200 произведений виолончельной музыки разных эпох, опубликованных в центральных российских музыкальных издательствах Музыка, «П. Юргенсон», «Композитор» (бывш. «Советский композитор») и др.

## Признание
- Народный артист Российской Федерации (1993);
- Заслуженный артист РСФСР (1983);
- Лауреат II Всероссийского конкурса виолончелистов, I премия (1965);
- Лауреат Всесоюзного конкурса виолончелистов, II премия (1970);
- Лауреат премии города Москвы в области литературы и искусства, номинация «Музыкальное искусство» (2008).

## Дискография
- 1981, 1987, «Мелодия». — Original master recording works by modern composers.
- 1982, Sono Press. — Vladimir Tonkha, violoncello.
- 1990, «Мелодия». — С. Губайдулина: «Семь слов Христа», «Рубайят», «Vivente — non Vivente». (Лучший диск года по версии французского журнала «Диапазон Диор».)
- 1993, Tokio. — Kishiko Surumi. In memoriam (F. Mendelssohn).
- 1995, München. — Sofia Gubaidulina «the first is in full progress»: Ten preludies. David Geringas, Vladimir Tonkha.
- 1995, Tokio, Kirara Hall. — Vladimir Tonkha, cello.
- 1995, 1996, Grammofon ABBIS, Austria. — Silenzio. Гидон Кремер, Владимир Тонха, Фридрих Липс.
- 1996. — Gidon Kremer. Hommage à Piazzolla.
- 1997, Tokio. — Vladimir Tonkha, cello.
- 1998, Tokio. — Vladimir Tonkha, cello.
- 2001, Megadisc. — The Art of Vladimir Tonkha. Gubaidulina, Suslin.
- 2001, Parzifal Verlag. — Vladimir Tonkha (Guillaume de Machault, Johann Sebastian Bach, Claude Debussy, Sergei Berinski, Yuji Takahashi, Sofia Gubaidulina).
- 2008, Москва. — Йозеф Гайдн, «Семь слов Спасителя на кресте». София Губайдулина, «Семь слов». — В. Тонха (виолончель), Фридрих Липс (баян). Камерный оркестр «Гнесинские виртуозы», дирижёр Михаил Хохлов.
- 2009, студия «Эврика». — Московский виолончельный квартет.
- 2013, "Агентство «Звук». — Владимир Тонха. Академический оркестр русских народных инструментов ВГТРК, дирижёр Николай Некрасов. (Произведения М. Виельгорского, К. Давыдова, Н. Пейко, Э. Гранадоса)
- 2016, ФГУП «Фирма Мелодия» Vladimir Tonkha, cello. (Произведения Дж. Валентини, Н. Паганини, Жан Луи Дюпора, Франсуа Куперена, Д. Поппера, К. Тессарини, К. Давыдова, Т. Витали, А. Марчелло)
- 2020, ФГУП «Фирма Мелодия». «Ludwig van Beethoven. Six Sonatas for Cello and Piano». Исполнители Владимир Тонха и Павел Домбровский